# Gangesgavial
Der Gangesgavial, auch Gharial oder Echter Gavial (Gavialis gangeticus), ist der einzige heute noch lebende (rezente) Vertreter der Gattung Gavialis innerhalb der Krokodile (Crocodylia). Die heute nur noch in Nepal und im Norden Indiens lebenden Populationen sind stark bedroht (critically endangered) und daher auf der Roten Liste gefährdeter Arten der Weltnaturschutzunion IUCN aufgeführt.

## Merkmale

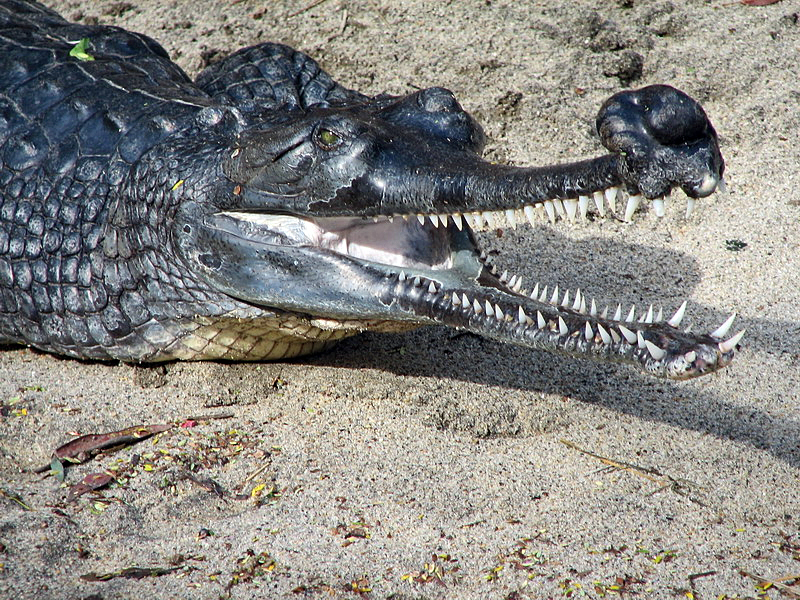
Männlicher Gangesgavial (gut zu erkennen die Verdickung am Schnauzenende)

Gaviale können bis zu sechs Meter lang werden, aber solch große Individuen sind heute nicht mehr bekannt. Charakteristisch für die Art ist ihre lange, schmale Schnauze, die mit fortschreitendem Alter dicker und im Verhältnis zum Körper kürzer wird. Bei ausgewachsenen männlichen Tieren wächst eine knollenförmige Verdickung auf der Schnauzenspitze, die Ghara genannt wird, nach dem indischen Wort für Topf. Die männlichen Tiere schnauben durch die darunter liegenden Nasenlöcher ein Zischen aus, das durch diese Verdickung modifiziert und verstärkt wird. Der resultierende Laut kann an einem ruhigen Tag knapp einen Kilometer weit gehört werden. Aufgrund dieser Ghara sind Gaviale die einzigen Krokodile, die sichtbar sexuell dimorph sind. Eine Vielzahl von schmalen Zähnen stehen im Ober- und Unterkiefer versetzt zueinander und greifen bei geschlossenem Maul ineinander. Die Färbung der Tiere variiert von einem hellen Olivgrün bis zu einem Hellbraun, der Rücken und der Schwanz sind mit dunkleren Banden und Flecken gezeichnet. Die Beine sind sehr schmal und eher schwach gebaut, dafür jedoch mit großen Schwimmhäuten besonders an den Hinterbeinen bestückt.
Das Hauptmerkmal der fossilen und rezenten Gaviale der Gattung Gavialis ist die Konfiguration der Knochen im vorderen Bereich des Schädels. Dabei steht, anders als bei den anderen Krokodilen, das Nasenbein (Nasalia) nicht mit dem Prämaxillare in Kontakt. Bei den anderen fossilen Gavialgattungen tritt dieses Merkmal hingegen mit Ausnahme von Hesperogavialis nicht auf.

## Verbreitung und Habitat

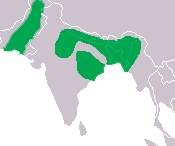
Ehemaliges Verbreitungsgebiet

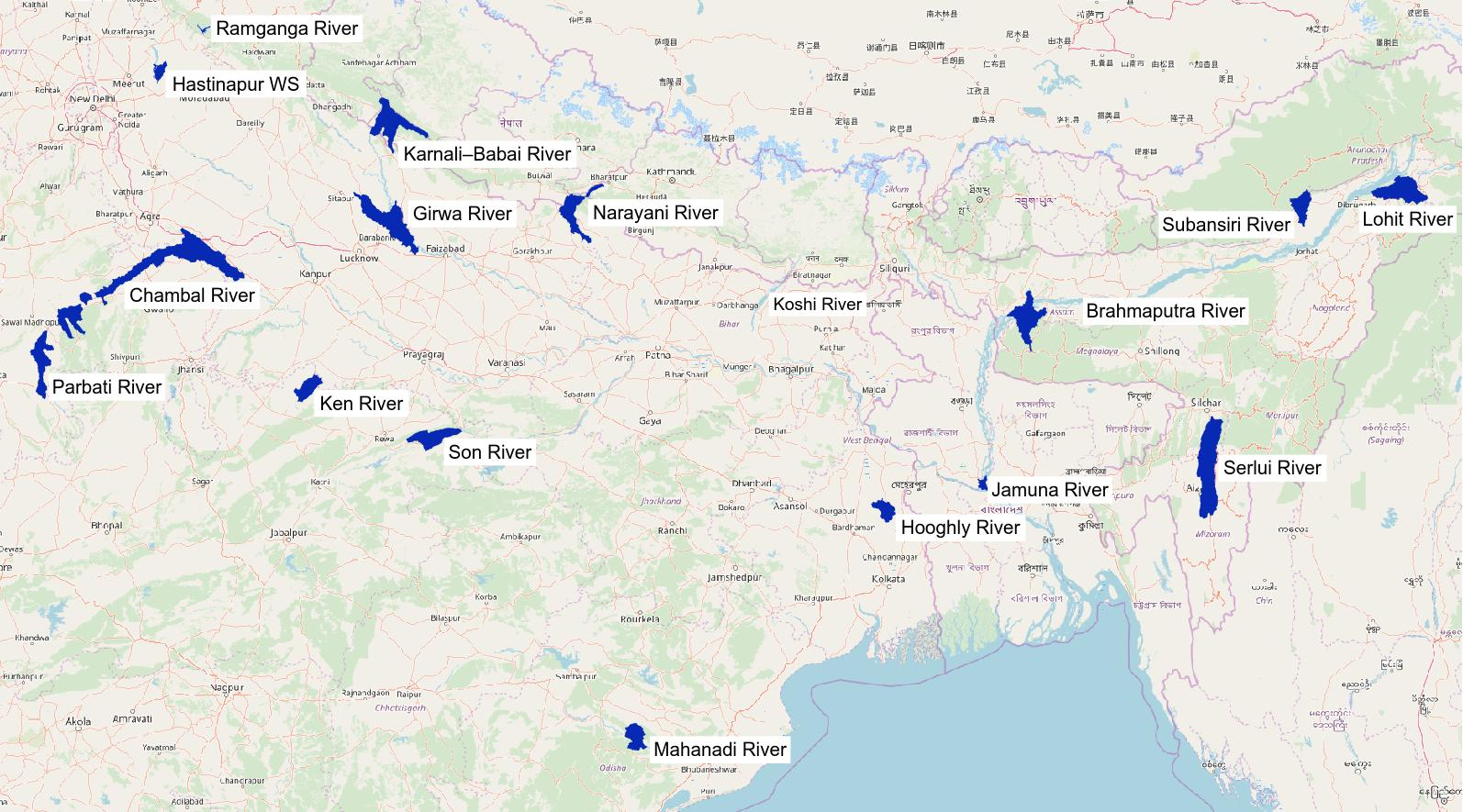
Verbreitungsgebiet im Jahr 2019

Einst lebten Gangesgaviale in allen großen Flüssen des nördlichen indischen Subkontinents, vom Indus in Pakistan über die Tiefebene des Ganges bis hin zum Irrawaddy in Myanmar. Heute kommen sie jedoch nur noch in 2 % ihres früheren Verbreitungsgebietes vor:
- in Indien gibt es kleine Populationen in den Flüssen der Schutzgebiete von National Chambal Sanctuary, Katarniaghat Sanctuary, Son River Sanctuary und im Monsunwald-Biom von Mahanadi im Satkosia Gorge Sanctuary in Orissa, wo sie sich aber offenbar nicht vermehren;[5]
- in Nepal gibt es kleine Populationen, die sich langsam in den Nebenflüssen des Ganges erholen, wie in den Flusssystemen des Narayani-Rapti im Chitwan-Nationalpark und des Karnali-Babai im Bardia-Nationalpark.[6][7]

Am Indus, am Brahmaputra in Bhutan und Bangladesch sowie am Irrawaddy in Myanmar sind sie ausgestorben.
Das Verbreitungsgebiet des Gangesgavials überlappt mit dem des Sumpfkrokodils (Crocodylus palustris). Im Delta des Irrawaddy überlappte es mit dem des Salzwasserkrokodils (Crocodylus porosus). Während Sumpfkrokodile auch in stehenden Gewässern wie Altarmen und Teichen vorkommen, sind Gangesgaviale offenbar besser an die tiefen und schnell fließenden Flüsse angepasst, die dem Himalaya entspringen. Zum Sonnenbaden bevorzugen sie große Sandbänke ohne Vegetation und vermeiden grasbewachsene und felsige Ufer.

## Lebensweise
Von allen rezenten Krokodilen sind Gangesgaviale am stärksten an den Lebensraum Wasser gebunden. Ihre Beine sind schwach und für die Fortbewegung an Land kaum geeignet. Dagegen kommen sie durch Einsatz ihres kräftigen, hohen, seitlich abgeflachten Ruderschwanzes im Wasser schnell voran und sind in dieser Umgebung ausgesprochen mobil. Sie schleppen sich lediglich aus dem Wasser, um sich auf trockenliegenden Sandbänken zu sonnen, Nester für ihre Gelege zu bauen und Eier zu legen.
Gangesgaviale ernähren sich vorwiegend von Fisch. Ihre Schnauze (Rostrum) ist wie eine lange Fischreuse ausgebildet. Einige ausgewachsene Individuen sind aber in der Narayani beim Erbeuten von Wildenten beobachtet worden. Dort erfolgt im Frühjahr, von Ende März bis Mitte April, die Eiablage. Hierfür graben die Weibchen auf den Sandbänken Nester, wobei sich mehrere Weibchen eine Sandbank teilen. Ein Weibchen legt im Schnitt 35 Eier.
Angriffe auf Menschen sind bislang nicht glaubhaft beschrieben worden. Funde von menschlichen Gebrauchsgegenständen oder Schmuck in ihren Mägen werden häufig als Indizien dafür genutzt, dass sie Menschen anfallen oder die zum Begräbnis den Flüssen übergebenen Leichen fressen. Wahrscheinlich nehmen sie die Gegenstände aber gemeinsam mit anderen harten Materialien als Magensteine sekundär auf.

## Systematik und Fossilbericht
Der Gangesgavial (Gavialis gangeticus) ist das Typustaxon der Familie Gavialidae und gilt traditionell als einzige überlebende Art dieser Familie. Der in Malaysia und im Westen Indonesiens beheimatete Sundagavial (Tomistoma schlegelii) wird traditionell nicht als enger Verwandter des Gangesgavials betrachtet, sondern zu den Echten Krokodilen (Crocodylidae) gestellt und daher auch als Falscher Gavial bezeichnet. Die Ergebnisse molekulargenetischer Untersuchungen der Stammesgeschichte der Krokodile sprechen jedoch dafür, dass der Sundagavial enger mit dem Gangesgavial verwandt ist als mit allen anderen rezenten Krokodilen und daher ebenfalls zu den Gavialiden gehört.
Die Gavialidae sind eine der drei rezenten Familien der Krokodile (Crocodylia). Innerhalb der Krokodile galten sie traditionell als eher entfernt sowohl mit Echten Krokodilen (Crocodylidae) als auch mit Alligatoren und Kaimanen (Alligatoridae) verwandt. Aber auch hier liefern Analysen, die auf molekularen Daten fußen, andere Ergebnisse. Demnach sind die Gavialiden näher mit den Crocodyliden als mit den Alligatoriden verwandt.
Fossilfunde von Gavialiden gibt es ab dem Miozän aus Nord- und Südamerika, Afrika und Asien. Hierzu gehören unter anderem die Arten der Gattung Rhamphosuchus aus dem Pliozän Indiens.
Folgende fossile Arten der Gattung Gavialis sind bekannt: nach Vélez-Juarbe, Brochu & Santos, 2007; Brochu & Storrs, 2012 & Martin & Kollegen
- Gattung: Gavialis Oppel, 1811
  - † Gavialis bengawanicus Dubois, 1908
  - † Gavialis lewisi Lull, 1944
  - † Gavialis browni Mook, 1932
  - † Gavialis breviceps Pilgrim, 1912
  - † Gavialis curvirostris Lydekker, 1886
  - † Gavialis hysudricus Lydekker, 1886
  - † Gavialis pachyrhynchus Lydekker, 1886
  - † Gavialis leptodus Cautley & Falconer, 1836

## Bedrohung
Nach Angaben der IUCN geht der Bestand der Gangesgaviale seit 1946 drastisch zurück. Nach vorsichtigen Schätzungen schrumpfte die Gesamtpopulation in nur 60 Jahren in einem Zeitraum von drei Generationen um 96 bis 98 % – von wahrscheinlich 5.000 bis 10.000 Tieren in den 1940ern auf weniger als 200. Von geschätzten 436 Tieren im Jahr 1997 waren im Jahr 2006 nur noch 182 Tiere übrig, was einem Rückgang der Population um 58 % in nur neun Jahren entspricht.
Die Ursachen für den drastischen Rückgang der Individuenzahlen sind vielfältig. Sie wurden wegen ihrer Haut bejagt, ihre Körperteile wurden zu naturmedizinischen Präparaten verarbeitet und ihre Gelege wurden geplündert, weil die Eier als Delikatesse galten. Auch Fischer stellten ihnen nach und töteten sie, da sie die Großreptilien als Konkurrenten um Speisefische betrachteten. Heute wird die Jagd nicht mehr als eine wesentliche Bedrohung angesehen. Hingegen führten die Anlage von Staudämmen, Bewässerungskanälen, damit zusammenhängende Trockenlegungen und Verschlammung, aber auch die Änderung und Begradigung von Flussläufen, künstliche Eindeichung und extensive Landwirtschaft, verbunden mit Nutztierhaltung in Flussnähe, zu einem exzessiven und irreversiblen Verlust ihrer natürlichen Lebensräume. Alleine im Flussgebiet des Chambal sind bis zur Jahrtausendwende 276 Bewässerungsprojekte dokumentiert. Diese Bedrohung nimmt weiter zu und geht einher mit dem Rückgang weiterer in diesen Biotopen ansässigen Arten wie Gangesdelfin (Platanista gangetica), Gangeshai (Glyphis gangeticus), Sumpfkrokodil (Crocodylus palustris), Hilsa (Hilsa illisha), dem Nationalfisch von Bangladesch, sowie vielen anderen Arten von Fischen und Wasservögeln.

## Schutz

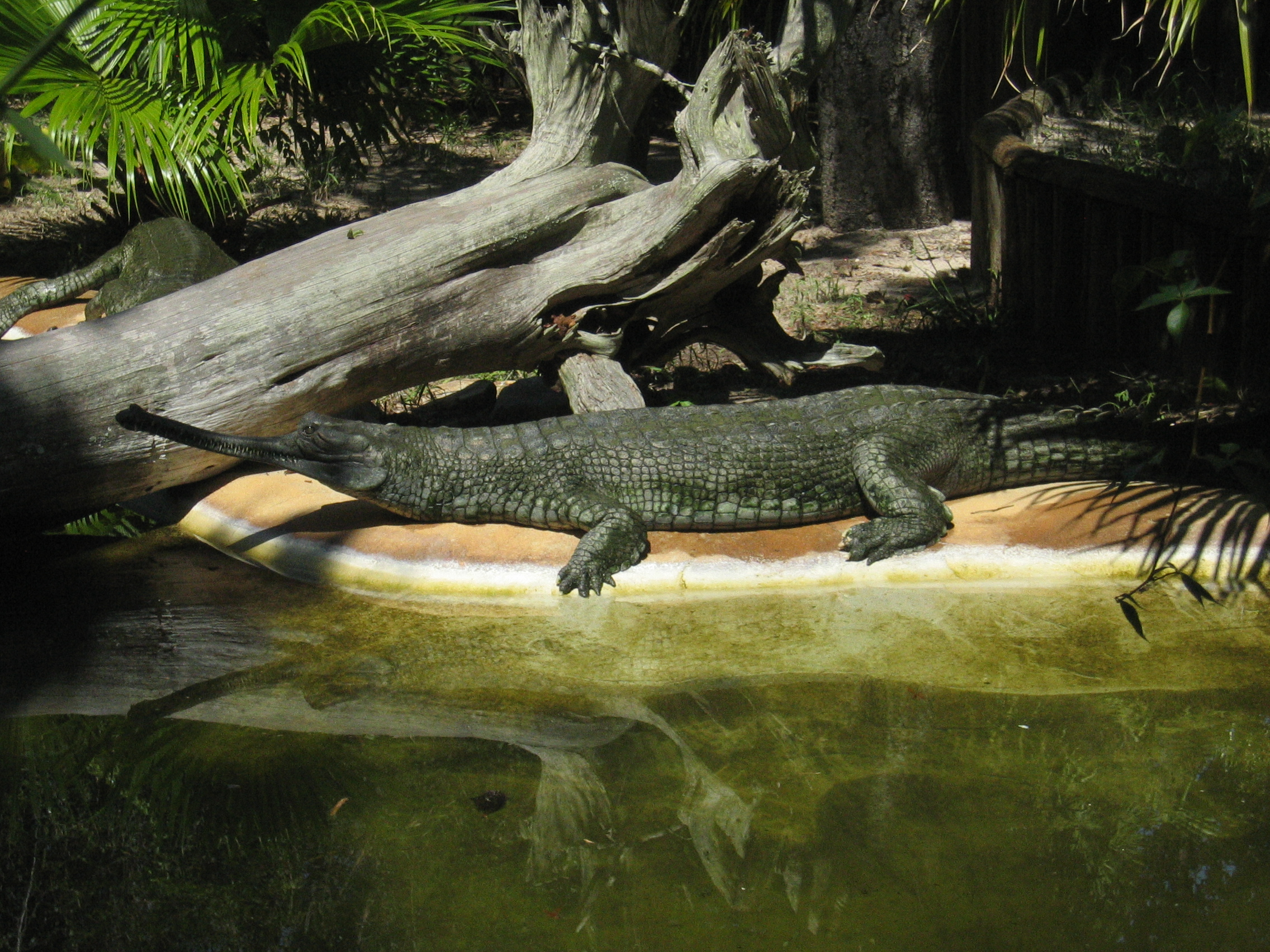
Gavial in einem Zoo in Florida

Seit 2007 ist die Art als vom Aussterben bedroht in der Roten Liste gefährdeter Arten der IUCN aufgeführt und im Rahmen des Washingtoner Artenschutzübereinkommens im Anhang I geschützt. In Indien und Nepal laufen Schutzprogramme, die das Überleben des Gangesgavials in seinem natürlichen Lebensraum zum Ziel haben. Im indischen National Chambal Sanctuary in Uttar Pradesh und im Gharial Breeding Centre im nepalesischen Chitwan-Nationalpark werden Eier ausgebrütet und Gaviale bis zu einem durchschnittlichen Alter von zwei bis drei Jahren aufgezogen. Wenn sie eine Länge von etwa einem Meter erreicht haben, werden sie in geschützte Gebiete ausgesetzt. Aber bisher sind durch dieses Programm noch nirgends überlebensfähige Populationen wieder aufgebaut worden.

## Sonstiges
Das Foto eines 14-jährigen Inders von einem Gangesgavial-Weibchen mit mehreren Jungtieren auf seinem Kopf mit dem Titel Mother's little headful (Dt. etwa Mutters kleine Kopfbedeckung) gewann den Preis Young Wildlife Photographer of the Year 2013 (dt. Junger Natur-Fotograf des Jahres 2013) des BBC-Wildlife Magazine.